# 小夹河
小夹河，位于中华人民共和国辽宁省本溪满族自治县西北部的一条河流，是太子河右岸支流，发源于高官镇高头岭，蜿蜒向南流，经磙子沟村、红石村、三道河水库、高官村、肖家河村、沿龙沟村、小夹河村等地，最后于三合村砬咀子汇入太子河。河流全长29千米，流域面积198平方千米，河道平均比降9‰，年均径流量0.561亿立方米。流域地处千山山脉西北坡，流域内山峦叠嶂，植被良好。